# Казахска писменост
За писменост на казахския език в миналото са се използвали азбуки от различни системи, в съвремието действащи са азбуки със следните графики:
- Кирилска графика (кирилица) – официално се използва от 1940 г. и ще се използва в Република Казахстан успоредно с новата латинска азбука до 2025 г. Кирилска азбука се използва от казахската иредента[1] в Киргизия, Русия, Туркмения и Узбекистан, а също в Монголия и от диаспората в другите страни от бившия СССР.
- Латинска графика – азбука с латинска графика официално е утвърдена[2] през 2017 г. в Казахстан. Преходът към тази азбука по план трябва да стане в течение на годините 2017 – 2025[3]. В миналото, от 1929 до 1940 години, казахите на територията на СССР и Монголия са използвали т. нар. яналиф[4], а в КНР през 1964 – 1984 години са използвали латиница на базата на пинин.
- Арабска графика – използвана е до XX век на територията на Казахстан, а днес официално се използва в населени с казахи територии в КНР, Афганистан, Иран и Пакистан.